# هسته ستاره‌ای

یک برش گوه‌ای شکل از قرمز در بالا تا سفید در پایین

هستهٔ ستاره‌ای (انگلیسی: Stellar core) منطقه‌ای بسیار گرم و متراکم در مرکز یک ستاره است. برای یک ستارهٔ رشته اصلی معمولی، منطقهٔ هسته حجمی از ستاره است که دما و فشار برای تولید انرژی از طریق همجوشی هسته‌ای هیدروژن به هلیم امکان تولید را فراهم می‌کند. این انرژی به نوبهٔ خود جرم ستاره را فشار می‌دهد و به داخل فشار می‌دهد. فرایندی که خود شرایط را در تعادل گرمایی و هیدرواستاتیک حفظ می‌کند. حداقل دمای مورد نیاز برای همجوشی هیدروژن ستاره‌ای از (107) کلوین
(۱۰ MK) مگا کلوین، بیشتر است، در حالی که چگالی هستهٔ خورشید بیش از ۱۰۰ گرم در سانتی‌متر مکعب است. هسته توسط پاکت ستاره‌ای احاطه شده‌است، که انرژی را از هسته به جو ستاره منتقل می‌کند و در آنجا به فضا تابانده می‌شود.

## در ستارگان رشتهٔ اصلی
ستارگان توالی اصلی با مکانیسم تولید انرژی اولیه در منطقهٔ مرکزی خود متمایز می‌شوند، که به چهار هستهٔ هیدروژن را به هم می‌پیوندد و از طریق همجوشی هسته‌ای یک اتم هلیوم منفرد تشکیل می‌دهد. خورشید نمونه‌ای از این کلاس ستاره است. پس از تشکیل ستاره با جرم خورشید، منطقه هسته‌ای پس از حدود ۱۰۰ میلیون 100 million (108) سال به تعادل گرمایی می‌رسد و تابشی می‌شود.این بدان معناست که انرژی تولید شده به جای انتقال جرمی به شکل همرفت، از طریق تشعشع و هدایت از هسته خارج می‌شود. بالای این منطقهٔ تابش کروی، یک منطقه همرفت کوچک درست در زیر جو بیرونی قرار دارد.
در جرم ستاره‌ای پایین‌تر، پوسته همرفت بیرونی نسبت فزاینده‌ای از پاکت را در بر می‌گیرد و برای ستاره‌هایی با جرم حدود ۰٫۳۵ M&#x۲۶۰۹; (۳۵٪ جرم خورشید) یا کمتر (که ستاره‌های ناموفق را هم شامل می‌شود) کل بدنهٔ ستاره همرفتی است، از جمله منطقهٔ اصلی آن. این ستاره‌های بسیار کم جرم (VLMS) محدوده متأخر ستاره‌های رشتهٔ اصلی نوع M یا کوتوله قرمز را اشغال می‌کنند. VLMS با بیش از ۷۰٪ از کل جمعیت، جز component اصلی ستاره‌ای کهکشان راه شیری را تشکیل می‌دهد. انتهای کم جرم دامنه VLMS به حدود 0.075 M☉ می‌رسد که در زیر آن همجوشی هیدروژن معمولی (غیر دوتریم) انجام نمی‌شود و جسم یک کوتوله قهوه‌ای تعیین می‌شود. دمای منطقه هسته برای یک VLMS با کاهش جرم کاهش می‌یابد، در حالی که چگالی افزایش می‌یابد. برای یک ستاره با ۰٫۱ مگاوات، دمای هسته حدود 5 MK است در حالیکه چگالی آن در حدود ۵۰۰ گرم cm − ۳ است. حتی در انتهای کم دامنه دما، هیدروژن و هلیوم در منطقه هسته کاملاً یونیزه می‌شود.
در زیر حدود 1.2 M☉، تولید انرژی در هستهٔ ستاره‌ای عمدتاً از طریق واکنش زنجیره‌ای پروتون پروتون انجام می‌شود، فرایندی که فقط به هیدروژن نیاز دارد. برای ستاره‌های بالاتر از این جرم، تولید انرژی به‌طور فزاینده‌ای از چرخه CNO حاصل می‌شود؛ یک فرایند همجوشی هیدروژن که از اتم‌های واسطه کربن، نیتروژن و اکسیژن استفاده می‌کند. در خورشید، تنها ۱٫۵٪ از انرژی خالص از چرخه CNO تأمین می‌شود. برای ستاره‌های 1.5 M☉ که دمای هسته به 18 MK می‌رسد، نیمی از انرژی از چرخه CNO و نیمی از زنجیره pp حاصل می‌شود.
فرایند CNO نسبت به زنجیره pp حساس به دما است و بیشترین تولید انرژی در نزدیکی مرکز ستاره صورت می‌گیرد. این منجر به یک شیب حرارتی قوی تر می‌شود، که باعث ایجاد بی‌ثباتی همرفتی می‌شود. از این رو، منطقهٔ هسته برای ستاره‌های بالاتر از حدود 1.2 M☉. همرفت است.
برای تمام توده‌های ستاره‌ها، با مصرف هیدروژن هسته ای، دما افزایش می‌یابد تا تعادل فشار حفظ شود. این منجر به افزایش نرخ تولید انرژی می‌شود، که به نوبه خود باعث افزایش درخشش ستاره می‌شود. طول عمر فاز ذوب شدن هیدروژن هسته با افزایش جرم ستاره ای کاهش می‌یابد. برای یک ستاره با جرم خورشید، این دوره حدود ده میلیارد سال است. با ۵ میلی‌آمپر طول عمر ۶۵ میلیون سال است در حالی که در ۲۵ میلی‌متر مکعب دوره ذوب هیدروژن هسته ای تنها شش میلیون سال است. ستارگان با طول عمر بیشتر کوتوله‌های قرمز کاملاً همرفت هستند که می‌توانند صدها میلیارد سال یا بیشتر در دنباله اصلی باقی بمانند.

## در زیرغول‌ها
هنگامی که یک ستاره تمام هیدروژن موجود در هستهٔ خود را به هلیوم تبدیل کرد، هسته دیگر قادر به حمایت از خود نیست و شروع به فروپاشی می‌کند. گرم می‌شود و به اندازه کافی گرم می‌شود تا هیدروژن در پوسته ای خارج از هسته شروع به همجوشی کند. هسته همچنان در حال فروپاشی است و لایه‌های بیرونی ستاره منبسط می‌شوند. در این مرحله، ستاره یک غول است. ستارگان بسیار کم جرم هرگز به زیر شبکه تبدیل نمی‌شوند زیرا کاملاً همرفت هستند.
ستاره‌هایی با جرمی بین حدود 0.4 M☉ و 1 M☉ دارای هسته‌های کوچک غیر همرفتی در توالی اصلی هستند و پوسته‌های هیدروژن ضخیمی را در شاخه فرعی ایجاد می‌کنند. آنها چندین میلیارد سال را در شاخه فرعی سپری می‌کنند، جرم هسته هلیوم به آرامی از همجوشی پوسته هیدروژن افزایش می‌یابد. سرانجام هسته از بین می‌رود و ستاره به شاخه غول سرخ منبسط می‌شود.
ستارگان با جرم بالاتر در حالیکه در توالی اصلی هستند حداقل دارای هسته‌های همرفت جزئی هستند و آنها قبل از خسته شدن هیدروژن در کل منطقه همرفت و احتمالاً در یک منطقه بزرگتر به دلیل برون رفت همرفتی، یک هسته هلیوم نسبتاً بزرگ ایجاد می‌کنند. هنگامی که همجوشی هسته متوقف شود، هسته شروع به فروپاشی می‌کند و آنقدر بزرگ است که انرژی گرانشی در واقع دما و درخشندگی ستاره را برای چندین میلیون سال افزایش می‌دهد قبل از اینکه گرم شود تا پوسته هیدروژن را مشتعل کند. هنگامی که هیدروژن شروع به ذوب شدن در پوسته می‌کند، ستاره خنک می‌شود و یک نوع فرعی محسوب می‌شود. هنگامی که هسته یک ستاره دیگر تحت همجوشی نباشد، اما درجه حرارت آن با همجوشی پوسته اطراف حفظ شود، حداکثر جرم به نام حد Schönberg-Chandrasekhar وجود دارد. وقتی جرم از آن حد فراتر رفت، هسته فرو می‌ریزد و لایه‌های بیرونی ستاره به سرعت منبسط می‌شوند و به یک غول قرمز تبدیل می‌شوند. در ستاره‌های تقریباً ۲ مگاواتی، این تنها چند میلیون سال پس از تبدیل شدن یک ستاره به یک ستاره بزرگ رخ می‌دهد. ستارگانی که بیش از ۲ متر مربع جرم دارند قبل از اینکه توالی اصلی را ترک کنند هسته‌هایی بالاتر از حد شنبرگ - چاندرساخار دارند.

## غول‌ستاره
ستارگان با جرم بالاتر در حالیکه در توالی اصلی هستند حداقل دارای هسته‌های همرفت جزئی هستند و آنها قبل از کم شدن هیدروژن در کل منطقه همرفت و احتمالاً در یک منطقه بزرگتر به دلیل برون رفت همرفتی، یک هسته هلیوم نسبتاً بزرگ ایجاد می‌کنند. هنگامی که همجوشی هسته متوقف شود، هسته شروع به فروپاشی می‌کند و آنقدر بزرگ است که انرژی گرانشی در واقع دما و درخشندگی ستاره را برای چندین میلیون سال افزایش می‌دهد قبل از اینکه گرم شود تا پوسته هیدروژن را مشتعل کند. هنگامی که هیدروژن شروع به ذوب شدن در پوسته می‌کند، ستاره خنک می‌شود و یک نوع فرعی محسوب می‌شود. هنگامی که هسته یک ستاره دیگر تحت همجوشی نباشد، اما درجه حرارت آن با همجوشی پوسته اطراف حفظ شود، حداکثر جرم به نام حد مرز شونبرگ - چاندراسخار وجود دارد. وقتی جرم از آن حد فراتر رفت، هسته فرو می‌ریزد و لایه‌های بیرونی ستاره به سرعت منبسط می‌شوند و به یک غول قرمز تبدیل می‌شوند. در ستاره‌های تقریباً ۲ مگاواتی، این تنها چند میلیون سال پس از تبدیل شدن یک ستاره به یک ستاره بزرگ رخ می‌دهد. ستارگانی که بیش از ۲ متر مربع جرم دارند قبل از اینکه توالی اصلی را ترک کنند هسته‌هایی بالاتر از حد شونبرگ - چاندراسخار دارند.
هنگامی که منبع هیدروژن در هسته یک ستاره کم جرم با حداقل 0.25 M☉<ref name=Adams2004>تخلیه شود، رشتهٔ اصلی را ترک می‌کند و در امتداد شاخه غول سرخ نمودار هرتزپرونگ - راسل تکامل می‌یابد. آن ستاره‌های در حال تکامل با حداکثر حدود ۱٫۲ مگاوات هسته آنها منقبض می‌شود تا زمانی که هیدروژن از طریق زنجیره pp در امتداد پوسته‌ای در اطراف هسته هلیوم بی اثر شروع به ذوب شدن کند و از کنار شاخه فرعی عبور کند. این فرایند به‌طور پیوسته جرم هسته هلیوم را افزایش می‌دهد و باعث می‌شود پوسته ذوب کننده هیدروژن تا زمانی که بتواند از طریق چرخه CNO انرژی تولید کند، درجه حرارت را افزایش دهد. با توجه به حساسیت دما فرایند CNO، این پوسته ذوب کننده هیدروژن نازک‌تر از قبل خواهد بود. ستاره‌های همرفت غیر هسته ای بالاتر از 1.2 M☉ که هیدروژن اصلی خود را از طریق فرایند CNO مصرف کرده‌اند، هسته‌های آنها را منقبض کرده و مستقیماً به مرحله عظیم تبدیل می‌شوند. افزایش جرم و چگالی هسته هلیوم باعث می‌شود که ستاره با تکامل شاخه غول قرمز به اندازه و درخشندگی افزایش یابد.
برای ستاره‌های در محدوده جرم ۰٫۴–۱٫۵ میلی‌متر مربع، هستهٔ هلیوم قبل از اینکه برای شروع هلیوم برای همجوشی گرم شود، تباهیده می‌شود. وقتی تراکم هلیوم منحط در هسته به اندازه کافی زیاد باشد - در حدود ۱۰ × ۱۰۶ گرم سانتی‌متر در ۳ با دمای حدود ۱۰ × 108 K - آن دچار یک انفجار هسته ای معروف به «فلش هلیوم» می‌شود. این رویداد در خارج از ستاره مشاهده نمی‌شود، زیرا انرژی آزاد شده کاملاً صرف می‌شود تا هسته را از انحطاط الکترون به حالت گاز طبیعی برساند. هسته ذوب هلیوم منبسط می‌شود و چگالی آن به حدود ۱۰۳–۱۰۴ گرم سانتی‌متر در ۳ کاهش می‌یابد، در حالی که پاکت ستاره ای تحت انقباض قرار می‌گیرد. این ستاره اکنون در شاخهٔ افقی قرار دارد، در حالی که فوتوسفر کاهش درخشندگی سریع و همراه با افزایش دمای مؤثر را نشان می‌دهد.